# Kameankî, Teplîk
Kameankî (în ucraineană Кам`янки) este un sat în comuna Rosoșa din raionul Teplîk, regiunea Vinnița, Ucraina.

## Demografie
Componența lingvistică a localității Kameankî
     Ucraineană (98,72%)
     Rusă (1,28%)
Conform recensământului din 2001, majoritatea populației localității Kameankî era vorbitoare de ucraineană (98,72%), existând în minoritate și vorbitori de rusă (1,28%).